# Museum für moderne Keramik
Das Museum für moderne Keramik war ein Museum in Deidesheim. Es existierte von 1961 bis 2005.

## Geschichte
Das Museum wurde 1961 von Lotte Reimers und Jakob Wilhelm Hinder (1901–1976) gegründet. Es war zunächst in der Niederkircher Straße in Deidesheim angesiedelt. Nach Hinders Tod und einer kurzzeitigen Unterbrechung des Museumsbetriebs eröffnete Reimers das Museum 1977 in einem alten Winzerhaus in der Stadtmauergasse wieder. Das Museum war das erste seiner Art in Deutschland, es zeigte neben Stücken von Reimers und Hinder auch inzwischen klassisch gewordene Stücke von Ingeborg und Bruno Asshoff, Ursula und Karl Scheid, Jan Bontjes van Beek, Arno Lehmann, Robert Sturm und Beate Kuhn. 1993 erfolgte die Übernahme der Museumssammlung, die mehr als 1500 Stücke aufwies, durch das Land Rheinland-Pfalz. Seit 2005 befindet sich die Sammlung im Gewölbekeller der Villa Ludwigshöhe in Edenkoben.